# Heinz Roch
Heinz Roch, född 17 januari 1905 i Essen, död 10 maj 1945 i Trondheim, var en tysk SS-Oberführer. Under andra världskrigets senare del var han SS- och polischef i Nordnorge (SS- und Polizeiführer Nord-Norwegen). Han begick självmord i Trondheim.